# Šutka
Šutka je zaniklá usedlost v Praze 7-Troji. Nacházela se na severovýchodním okraji čtvrti mezi ulicemi Trojská a Na Šutce.

## Historie
Usedlost Šutka nesla jméno svých majitelů, pražské rodiny erbovních měšťanů Šudů ze Semanína. Původně se zde rozkládala pouze vinice. Obytná budova usedlosti a hospodářské stavby byly postaveny až v 18. století, klasicistně pak přestavěny na počátku 19. století.

### Po roce 1945
Usedlost byla prázdná od 60. let 20. století. Zpustla a vysoká zeď spojující její části se rozpadla. Vše bylo zbořeno v polovině 70. let 20. století a nejpozději roku 1978 zde stála nová budova Základní školy Na Šutce.

## Galerie

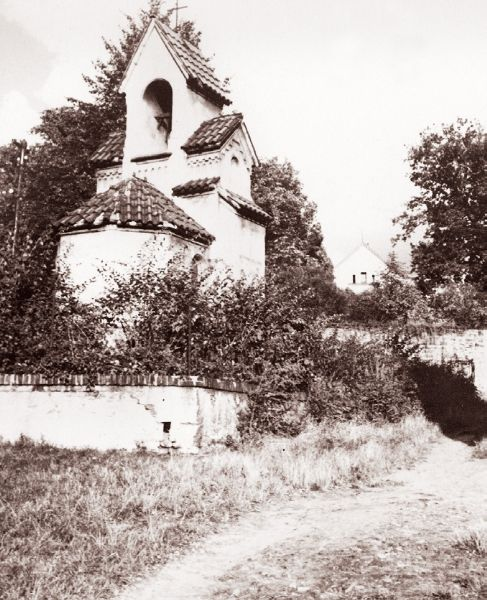
Šutka, jeden z objektů (asi 1958)
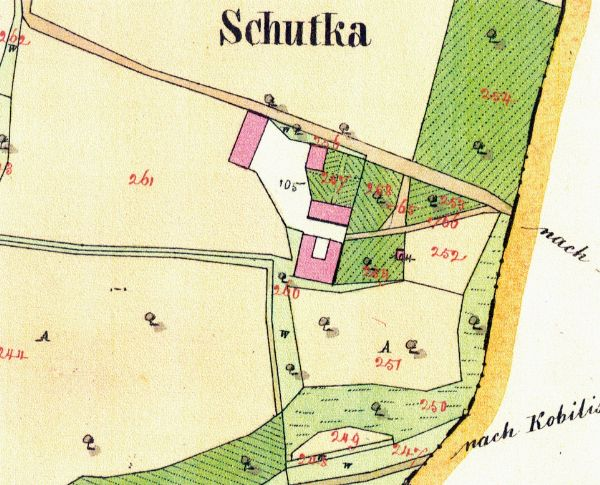
Šutka, mapa z roku 1842